# Yucca baccata
Yucca baccata är en sparrisväxtart som beskrevs av John Torrey. Yucca baccata ingår i släktet palmliljor, och familjen sparrisväxter.

## Underarter
Arten delas in i följande underarter:
- Y. b. baccata
- Y. b. brevifolia

## Bildgalleri

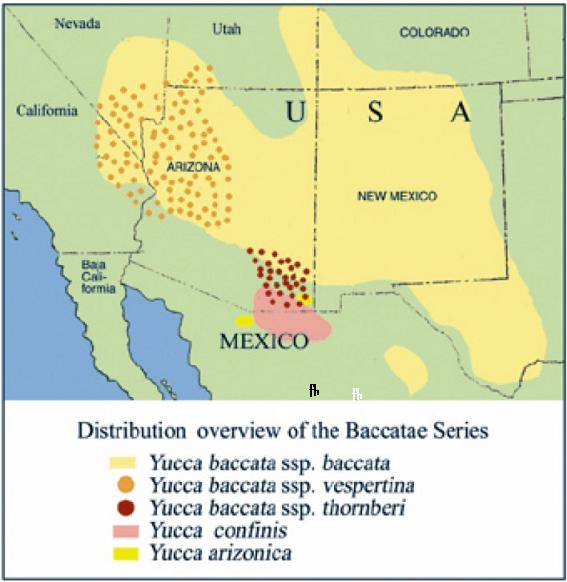